# 金开芳
金开芳（1902年—1988年），号漱六，男，直隶（今河北）滦县人，中国评剧表演艺术家、戏曲教育家，曾任中国戏剧家协会理事。